# James Joyce
James Augustine Aloysius Joyce, född 2 februari 1882 i Rathgar i County Dublin, död 13 januari 1941 i Zürich, var en irländsk författare. Hans roman Odysseus / Ulysses räknas som en av 1900-talets mest betydelsefulla romaner. 

## Biografi
James Joyce föddes i Rathgar, som är en förstad till Dublin. Han växte upp i Dublin, den stad han skrev om under fyrtio år, trots att han lämnade Irland redan vid 22 års ålder. 
1887 blev Joyces far anställd som skatteindrivare och familjen flyttade till småstaden Bray, 19 kilometer från Dublin. Här blev Joyce attackerad av en hund, vilket skapade en livslång kynofobi (hundskräck). Han led även av brontofobi (åskskräck) sedan en vidskeplig moster beskrivit åskväder som ett tecken på Guds vrede.
”Varför är du så rädd för åskväder?” frågade Power, “dina barn verkar inte bry sig.”
”Äsch”, svarade Joyce föraktfullt, ”de har inget begrepp om religion.”
Nio år gammal (1891) skrev Joyce en dikt i samband med Charles Stewart Parnells död. Hans fader var upprörd över hur den katolska kyrkan behandlat Parnell och lät trycka dikten och sände den till och med till Vatikanbiblioteket.
Joyce var äldst av tio syskon i en familj, som efter några goda år då fadern bland annat varit delägare i ett whiskyföretag, drabbades av fattigdom.
Trots familjens eländiga ekonomiska situation var inte barndomen olycklig. Joyce var en begåvad skolelev och tog 1898 examen vid Belvedere College. Han skrev sedan in sig vid University College i Dublin. År 1902 tog han där examen i moderna språk och hade vid det laget goda kunskaper i latin, italienska, franska, tyska och även litterär norska, ett resultat av hans intresse för Henrik Ibsens verk.
20 år gammal lämnade han Dublin för första gången, och flyttade till Paris. Han skulle studera medicin men började skriva poesi och utarbetade en egen estetik. Vistelsen i Frankrike avbröts när han blev kallad till sin mors dödsbädd. Han stannade en tid i Dublin och träffade William Butler Yeats och hans krets. Mötet med Nora Barnacle, en servitris från Galway, blev livsavgörande. De träffades första gången den 16 juni 1904, det datum som Joyce senare valde som det dygn då romanen Odysseus utspelar sig.
Paret bosatte sig 1905 i Trieste, där de kom att stanna i tio år. Där föddes deras två barn, George och Lucia, och Joyce försörjde sig som engelsklärare. 1907 debuterade han med diktsamlingen Chamber music. 1914 utkom novellsamlingen Dublinbor. Efter Italiens inträde i första världskriget flyttade familjen till Zürich där den stannade till 1919. Under denna fas i exil publicerades Porträtt av konstnären som ung och dramat Exiles.

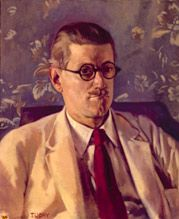
I Paris 1924

Efter kriget flyttade Joyce till Paris, där hans kontakter med bland andra vännen Ezra Pound och förläggaren Sylvia Beach på Shakespeare and Company skulle underlätta utgivningen av Odysseus, som gavs ut på hans fyrtioårsdag, den 2 februari 1922. Året därpå påbörjade han arbetet med sitt sista verk, Finnegans Wake, som fullbordades 1939. 
Han hade då sedan länge varit drabbad av svåra ögonsjukdomar med tilltagande blindhet och genomgick flera operationer. När andra världskriget bröt ut, tog hans krafter slut. I december 1940 fick han tillstånd att lämna Frankrike. Den 11 januari 1941 opererades Joyce för blödande magsår. Operationen verkade först ha lyckats, men hans tillstånd försämrades dagen efter och trots flera blodtransfusioner föll han i koma. Den 13 januari 1941 dog han medan hans fru och son var på väg till sjukhuset, för att finnas vid hans sida.
Joyce begravdes på Friedhof Fluntern i Zürich. Nora, som Joyce gift sig med 1931 i London, kom att överleva honom med 10 år. Hon är nu begravd vid hans sida, liksom deras son, George, som dog 1976.

## Författarskap
Fastän han bodde största delen av sitt liv utanför Irland, kretsar hans persongalleri och miljöer kring Dublin. Det är mestadels befolkat med karaktärer som påminner om familjemedlemmar och vänner och fiender från hans uppväxt i Dublin.
Kort efter publicerandet av Odysseus förklarade han detta så här: "Jag skriver alltid om Dublin, för om jag kan fånga Dublin (“get to the heart of Dublin”) så kan jag fånga vilken stad i världen som helst. I enskildheten finns hela universum fångat. " 

### Romaner och noveller
Joyces författarskap var under hans egen tid kontroversiellt. Han utmanade det kristna Europa med sina verk. Efter en obemärkt debut med diktsamlingen Chamber music skrev Joyce mestadels prosa. Han hade dock svårt att hitta förläggare som ville ge ut hans texter. Från 1905 försökte han få novellsamlingen Dubliners utgiven innan den slutligen publicerades 1914. Bland de många Dublinbor som förekommer i novellernas persongalleri återkommer flera senare i romanen Odysseus. Bokens sista och kanske mest kända novell The Dead filmades 1987 av regissören John Huston.
Joyce skrev tre romaner som påminner om varandra i fråga om motiv och tema men som skiljer sig åt vad gäller berättarteknik och stil. Huvudpersonen i Ett porträtt av författaren som ung heter Stephen Dedalus vars namn är hämtat från den kristne martyren Stefanus och den grekiska mytens Daidalos. Romanen är en delvis självbiografisk skildring av Joyce uppväxt i Dublin, vägen till intellektuell medvetenhet och ifrågasättandet av de katolska och irländska konventioner han växt upp med. Romanen slutar med att Stephen går i frivillig exil i Paris. 
Verket Odysseus / Ulysses kan inledningsvis ses som en fortsättning på den föregående romanen. I boken återvänder Stephen till Dublin efter en tids boende i Paris. Han träffar på figuren Leopold Bloom som blir ett slags fadersgestalt för Stephen. Efterhand hamnar Stephen (mytens Telemachos) i skymundan av huvudpersonen Bloom som med sin vandring hem genom Dublin till sin hustru motsvarar Odysseus roll. Hustrun Molly Bloom (motsvarande mytens Penelope) är ytterligare en nyckelfigur och hennes inre monolog i romanens sista kapitel har blivit särskilt berömd.
Romanen Finnegans Wake skiljer sig både från Joyces egna och de allra flesta andra romaner, även om den kan sägas vara en vidareutveckling av partier ur Odysseus. Den har ingen traditionell början eller slut. Slutet är början och tvärtom; den slutar med en avbruten mening som fortsätts i början av boken. Boken är dessutom skriven på ett hemmagjort språk, med engelska som bas och ett tiotal andra vanligt förekommande språk samt inslag av ett sjuttiotal andra. Joyce påbörjade boken efter utgivningen av Odysseus och arbetade med den fram till publiceringen 1939. Den beskriver en okänd mans drömmar (drömjaget är pubägaren Humphrey Chimpden Earwicker) under en natt och har betraktats som en nattlig pendang till Odysseus. Två avsnitt ur boken, Finnegans fall (kapitel 1) och Anna Livia Plurabelle (kapitel 8), har givits ut på svenska, men som helhet anses den vara nästintill oöversättbar.. Men trots sin komplexitet har den ändå översatts till tio språk.
| ”                                                                     | riverrun, past Eve and Adam's, from swerve of shore to bend of bay, brings us by a commodius vicus of recirculation back to Howth Castle and Environs | „ |
| – Den berömda och smått ökända inledningsmeningen till Finnegans Wake | |   |

### Dramatik och poesi
Joyce gav även ut teaterpjäsen Exiles (1918), baserad på novellen The Dead från Dubliners och influerad av den unge Joyces stora förebild Henrik Ibsen, samt diktsamlingarna Chamber music (1907) och Pomes penyeach (1927) samt tillfällighetsdikt och kritik, men dessa verk har i fråga om betydelse alltid överskuggats av romanerna.

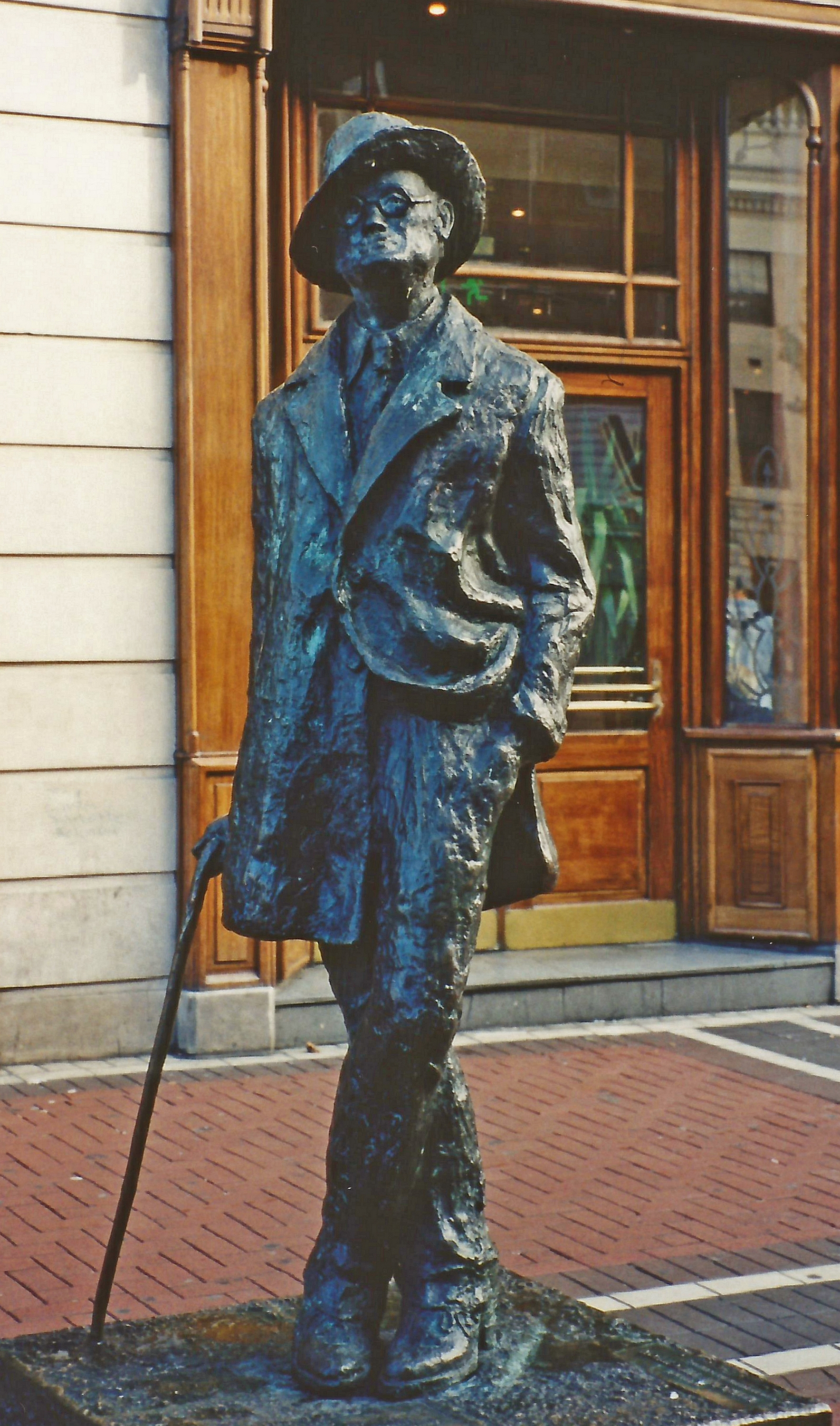
James Joyce-statyn i Dublin

## Inflytande
Joyce har haft en odiskutabel påverkan på så vitt skilda författare som Samuel Beckett, Flann O'Brien, Jorge Luis Borges, Anthony Burgess, Thomas Pynchon, Salman Rushdie, John Updike och många andra. I svensk litteratur finns tydliga Joyceinfluenser i flera av Eyvind Johnsons romaner, till exempel bruket av inre monologer i bland annat Romanen om Olof och parallellerna till Odysseusmyten i Strändernas svall. 
Inflytandet finns även utanför skönlitteraturen. Språkfilosofen Jacques Derrida och psykoanalytikern Jacques Lacan har skrivit böcker om Joyce och begreppet kvark inom kvantfysiken kommer från ett ord i Finnegans wake.
Den 16 juni varje år firar Joycebeundrare Bloomsday, främst i Dublin men även på andra platser i världen. Joycestatyer finns i Dublin, Trieste och Zürich.
James Joyce Center i Dublin och James Joyce Tower and Museum, inrymt i det torn i Sandycove där inledningen till romanen Odysseus utspelar sig, är två museer tillägnade Joyces liv och verk.
Mellan åren 1993 och 2000 fanns Joyce porträtt på den irländska £10-pundssedeln.
Om Joyce vandring från Martello Tower till Dublin (som inleder romanen Odysseus) har författaren C-J Charpentier skrivit essän "Pennan i Tornet", publicerad i hans berättelsesamling "Denna förbannade, älskade jord" (1988).
Verk av honom brändes under bokbålen runt om i Nazityskland 1933.

## Utmärkelser
Asteroiden 5418 Joyce är uppkallad efter honom.

## Bibliografi

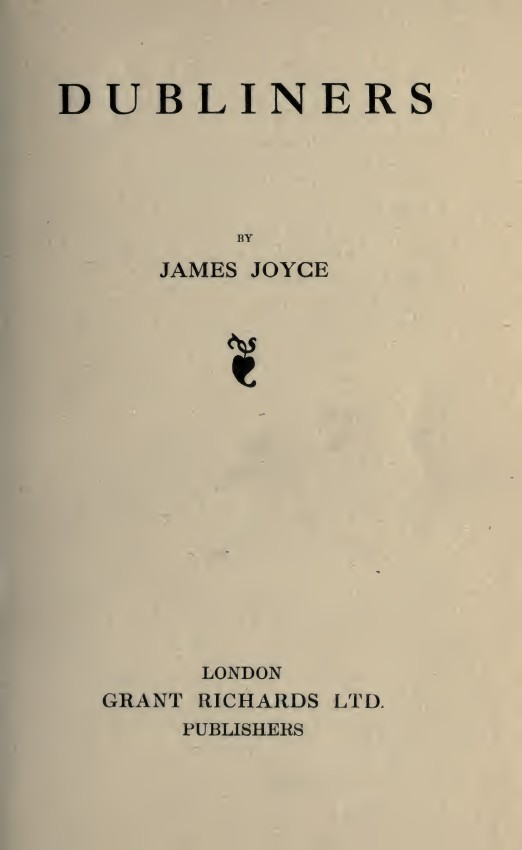
Dubliners, 1914